# Liste der denkmalgeschützten Objekte in Sankt Georgen am Kreischberg
Die Liste der denkmalgeschützten Objekte in Sankt Georgen am Kreischberg enthält die 17 denkmalgeschützten, unbeweglichen Objekte der österreichischen Gemeinde Sankt Georgen am Kreischberg im steirischen Bezirk Murau.

## Denkmäler
| Foto |                 | Denkmal | Standort                                                       | Beschreibung | Metadaten |
| ---- | --------------- | --- | -------------------------------------------------------------- | --- | --- |
| ja   | Datei hochladen | Bauernhaus Haslerhube HERIS-ID: 101825 Objekt-ID: 118170                                                         | südöstlich Allgau 43 Standort KG: Bodendorf                    | Die Haslerhube ist sowohl in der Architektur als auch in sämtlichen Details ein einzigartiges, nahezu unverändertes und in seltener, geradezu musealer Qualität erhaltenes Gehöft des oberen steirischen Murtales. Das Rauchstubenhaus vulgo Haslerhube in Bodendorf ist ein vollständig aus Holz gezimmerter alpiner Einhof in eindrucksvoller Berglage und musealer Erhaltungsqualität, der in seiner Gestalt den Bezug zum umgebenden, bis heute unverfälschten Landschafts- und historischen Wirtschaftsraum verdeutlicht. Der archaische Blockbau und die ursprünglich erhaltenen Raumnutzungen mit intakter Rauchstube geben einen anschaulichen Einblick in die auf die wesentlichen (Über-)Lebensgrundlagen reduzierte Lebensweise von Gebirgsbauern im 17./18. Jahrhundert, die in den Grundstrukturen bis in die Frühzeit agrarischer Siedlungstätigkeit zurückreicht. | BDA-Hist.: Q37789081 Status: Bescheid Stand der BDA-Liste: 2025-06-30 Name: Bauernhaus Haslerhube GstNr.: .40 Farmhouse Haslerhube, Sankt Georgen ob Murau                                         |
| ja   | Datei hochladen | Kath. Filialkirche hl. Cäcilia HERIS-ID: 101824 Objekt-ID: 118169                                                | Bodendorf Standort KG: Bodendorf                               | | BDA-Hist.: Q37789070 Status: § 2a Stand der BDA-Liste: 2025-06-30 Name: Kath. Filialkirche hl. Cäcilia GstNr.: .60 Filialkirche hl. Cäcilia, Bodendorf, Sankt Georgen ob Murau                     |
| ja   | Datei hochladen | (Getreide)Kasten mit Holzfigur hl. Petrus HERIS-ID: 37388 Objekt-ID: 36514                                       | bei Bodendorf 9 Standort KG: Bodendorf                         | | BDA-Hist.: Q37975387 Status: Bescheid Stand der BDA-Liste: 2025-06-30 Name: (Getreide)Kasten mit Holzfigur hl. Petrus GstNr.: 20/5 Granary Bodendorf 9, Sankt Georgen ob Murau                     |
| ja   | Datei hochladen | Römischer Meilenstein HERIS-ID: 106183 Objekt-ID: 123294seit 2014                                                | bei Bodendorf 42 Standort KG: Bodendorf                        | | BDA-Hist.: Q37807126 Status: Bescheid Stand der BDA-Liste: 2025-06-30 Name: Römischer Meilenstein GstNr.: 748/1 St Georgen/Kreischberg Römischer Meilenstein                                       |
| ja   | Datei hochladen | Ruine Irenfritzdorf mit Keller, Speicher, Schmiede u. Kapelle HERIS-ID: 44577 Objekt-ID: 45400                   | Falkendorf 1 Standort KG: Falkendorf                           | → Hauptartikel : Ruine Irenfritzdorf f1 | BDA-Hist.: Q38010067 Status: Bescheid Stand der BDA-Liste: 2025-06-30 Name: Ruine Irenfritzdorf mit Keller, Speicher, Schmiede u. Kapelle GstNr.: .49, 228                                         |
| ja   | Datei hochladen | Pestkapelle beim Luferer (Lufererkreuz) HERIS-ID: 101821 Objekt-ID: 118166                                       | bei Lutzmannsdorf 34 Standort KG: Lutzmannsdorf                | | BDA-Hist.: Q37789059 Status: § 2a Stand der BDA-Liste: 2025-06-30 Name: Pestkapelle beim Luferer (Lufererkreuz) GstNr.: 433/2 Pestkapelle beim Luferer, Sankt Georgen ob Murau                     |
| ja   | Datei hochladen | Bildstock HERIS-ID: 101818 Objekt-ID: 118163                                                                     | nahe Kaindorf-Nord 53 Standort KG: St. Georgen ob Murau        | | BDA-Hist.: Q37789045 Status: § 2a Stand der BDA-Liste: 2025-06-30 Name: Bildstock GstNr.: 897 Wayside shrine, Kaindorf, Sankt Georgen ob Murau                                                     |
| ja   | Datei hochladen | Kath. Pfarrkirche hl. Georg HERIS-ID: 51823 Objekt-ID: 57622                                                     | St. Georgen ob Murau Standort KG: St. Georgen ob Murau         | → Hauptartikel : Pfarrkirche St. Georgen ob Murau f1 | BDA-Hist.: Q38047892 Status: § 2a Stand der BDA-Liste: 2025-06-30 Name: Kath. Pfarrkirche hl. Georg GstNr.: .1 Pfarrkirche Sankt Georgen ob Murau                                                  |
| ja   | Datei hochladen | Pfarrhof HERIS-ID: 51822 Objekt-ID: 57621                                                                        | St. Georgen ob Murau 1 Standort KG: St. Georgen ob Murau       | | BDA-Hist.: Q38047887 Status: § 2a Stand der BDA-Liste: 2025-06-30 Name: Pfarrhof GstNr.: .2/1 |
| ja   | Datei hochladen | Ehem. Friedhof mit Karner hl. Michael, Kriegerdenkmal HERIS-ID: 101792 Objekt-ID: 118137                         | bei St. Georgen ob Murau 1 Standort KG: St. Georgen ob Murau   | | BDA-Hist.: Q37788940 Status: § 2a Stand der BDA-Liste: 2025-06-30 Name: Ehem. Friedhof mit Karner hl. Michael, Kriegerdenkmal GstNr.: .1 Pfarrkirche Sankt Georgen ob Murau - Karner               |
| ja   | Datei hochladen | Dorfbrunnen mit hl. Johannes Nepomuk-Statue HERIS-ID: 101793 Objekt-ID: 118138                                   | neben St. Georgen ob Murau 2 Standort KG: St. Georgen ob Murau | Die barocke Statue des Johannes Nepomuk ist aus Holz und stammt aus der 1. Hälfte des 18. Jahrhunderts. | BDA-Hist.: Q37788964 Status: § 2a Stand der BDA-Liste: 2025-06-30 Name: Dorfbrunnen mit hl. Johannes Nepomuk-Statue GstNr.: 884/10                                                                 |
| ja   | Datei hochladen | Schule HERIS-ID: 101795 Objekt-ID: 118140                                                                        | St. Georgen ob Murau 18 Standort KG: St. Georgen ob Murau      | | BDA-Hist.: Q37788980 Status: § 2a Stand der BDA-Liste: 2025-06-30 Name: Schule GstNr.: .290 School St. Georgen ob Murau                                                                            |
| ja   | Datei hochladen | Kath. Filialkirche hl. Laurentius HERIS-ID: 51854 Objekt-ID: 57660                                               | bei St. Lorenzen 4 Standort KG: St. Lorenzen                   | | BDA-Hist.: Q38047958 Status: § 2a Stand der BDA-Liste: 2025-06-30 Name: Kath. Filialkirche hl. Laurentius GstNr.: .39 Filialkirche Sankt Lorenzen ob Murau                                         |
| ja   | Datei hochladen | Wener-Kapelle HERIS-ID: 101804 Objekt-ID: 118149                                                                 | bei St. Lorenzen 109 Standort KG: St. Lorenzen                 | | BDA-Hist.: Q37788990 Status: § 2a Stand der BDA-Liste: 2025-06-30 Name: Wener-Kapelle GstNr.: .76 Wener Kapelle, Sankt Georgen ob Murau                                                            |
| ja   | Datei hochladen | Pfarrhof mit Wirtschaftsgebäude HERIS-ID: 51880 Objekt-ID: 57691                                                 | St. Ruprecht 1 Standort KG: St. Ruprecht                       | Der Pfarrhof wurde nach einem Plan von Fidelis Hainzl nach 1754 errichtet. Danach verändert. | BDA-Hist.: Q38048025 Status: § 2a Stand der BDA-Liste: 2025-06-30 Name: Pfarrhof mit Wirtschaftsgebäude GstNr.: .83                                                                                |
| ja   | Datei hochladen | Kath. Pfarrkirche hl. Ruprecht, Friedhof mit Initienkapellen und Friedhofskreuz HERIS-ID: 51881 Objekt-ID: 57692 | bei St. Ruprecht 1 Standort KG: St. Ruprecht                   | → Hauptartikel : Pfarrkirche St. Ruprecht ob Murau f1 | BDA-Hist.: Q38048029 Status: § 2a Stand der BDA-Liste: 2025-06-30 Name: Kath. Pfarrkirche hl. Ruprecht, Friedhof mit Initienkapellen und Friedhofskreuz GstNr.: .81 Kath. Pfarrkirche hl. Ruprecht |
| ja   | Datei hochladen | Mühle HERIS-ID: 101788 Objekt-ID: 118133                                                                         | gegenüber St. Ruprecht 5 Standort KG: St. Ruprecht             | | BDA-Hist.: Q37788929 Status: § 2a Stand der BDA-Liste: 2025-06-30 Name: Mühle GstNr.: 750/1 |